# 唤马镇
唤马镇，是中华人民共和国四川省广元市苍溪县下辖的一个乡镇级行政单位。

## 行政区划
唤马镇下辖以下地区：
金华社区、渔塘村、石顶村、龙台村、黑山村、龙口村、云龙村、彭城村、大林村、瓦店村、红金村、庙梁村和金刚村。